# Герман Рапп
Герман Рапп (англ. Herman Rapp, 1907, Штутгарт — дата смерті невідома) — американський футболіст, що грав на позиції захисника за клуби «Чикаго Швабен» та «Філадельфія Герман-Американс». По завершенні ігрової кар'єри — тренер.

## Ігрова кар'єра
У футболі дебютував виступами за команду «Чикаго Швабен». 
Згодом перейшов до клубу «Філадельфія Герман-Американс», де і завершив професійну кар'єру футболіста.
Був присутній в заявці збірної на чемпіонаті світу 1934 року в Італії, але на поле не виходив.

## Кар'єра тренера
Розпочав тренерську кар'єру, повернувшись до футболу після тривалої перерви, 1938 року, очоливши тренерський штаб клубу «Чикаго Швабен» за який грав, будучи футболістом.